# Временный Центросовет Северо-Восточного района Сибири
Временный крайсовет Северо-Восточного района Сибири (Временный краевой военно-революционный Совет Северо-Восточного фронта или Крайсовет, с 27 декабря 1919 года - Временный центральный военно-революционный Совет Северо-Восточного края Сибири или Центросовет) — руководящий орган Советской власти в Северо-восточных районах Иркутской губернии, части Якутии, созданный 3-8 ноября 1919 года на Краевом съезде Северо-Восточного фронта, прекратил свою работу 26 января 1920 года передав всю полноту власти на подконтрольной ему территории (Ангаро-Ленский край, Якутская область, Охотск, Петропавловск-Камчатский и Сахалин) в руки Иркутского военно-революционного комитета.

## История

### Создание
После создания и успешных военных действий партизанских отрядов Бурлова и Зверева под их контролем оказались небольшие территории Нижнеудинского и Киренского уездов Иркутской губернии. Уже 6 сентября 1919 года был создан Кежемский волисполком во главе с К. Редовским, в конце сентября был создан Нижне-Илимский волисполком, 15 октября создан Карапчанский волисполком, ввиду этого было принято решение провести краевой съезд для создания крайисполкома как центра Советской власти.
3-8 ноября в Нижне-Илимске по предложению Военно-революционного Совета партизанского отряда Д.Е. Зверева состоялся первый краевой съезд Северо-Восточного фронта. В работе съезда приняло участие 15 человек от партизанских отрядов, представители волостей и волисполкомов. Съезд рассмотрел такие вопросы как: утверждение положений о временном краевом Совете Северо-Восточного фронта, о трибунале и следственной комиссии, избрал президиум Совета и кооптировал нужных лиц, рассмотрел текущие дела. Тайным голосованием председателем Крайсовета был избран Владимир Брум, товарищем председателя стал Константин Редовский, секретарем совета стал Иван Черных
Первый приказ Временного военно-революционного Краевого Совета от 10 ноября 1919 года гласил, что он был организован из представителей от фронта и гражданского населения на съезде в Илимске 8 ноября 1919 года и доводит до сведения фронта, населения, военных и гражданских властей, что вся высшая власть, кроме судебной, в районе Северо-Восточного фронта, в именно в волостях: Кежемской, Карапчанской, Нижне-Илимской, Братской, Усть-Кутской, Больше-Мамырской и в городе Илимске принадлежит ему впредь до созыва полного краевого съезда. Крайсовет ставит ближайшей своей задачей созыв полного краевого съезда, организацию фронта и тыла. Вместе с тем, сознавая всю ту ответственность, которая лежит на нем перед лицом революции, предлагает фронту и населению точно исполнять все постановления и распоряжения, исходящие от него. Основанием приказа нужно считать протокол краевого съезда Северо-Восточного фронта от 3-8 ноября 1919 года. 

### Деятельность Крайсовета
13 ноября Крайсовет издал строгое постановление о борьбе с пьянством и самогоноварением. На следующий день на пленарном заседании Крайсовета было решено, что «впредь до особого распоряжения Краевого Совета все денежные знаки имеют хождение на одинаковых основаниях, кроме облигаций и купонов, не вышедших в тираж». 
16 ноября 1919 года Крайсовет решил обратиться через волисполкомы к населению за добровольными пожертвованиями разного рода шкур, овчин, телятин, собачин, оленин и т.п. для изготовления теплой одежды для фронта, также исполкомам поручалась принять на учет все шкуры, пригодные для приготовления теплой одежды, а также живых собак. 
В этот период возникли острые разногласия между членами Крайсовета. Члены Крайсовета К. Редовский, Б. Чернявский и секретарь Совета И. Черных делали попытки сделать основной целью работы Совета – борьбу за Учредительное собрание, но встретили отпор в лице сторонников Советской власти во главе с председателем Крайсовета В. Брумом. Споры длились более двух недель, едва не дойдя до применения оружия. Представители эсеров вышли из состава Крайсовета «по принципиальным и тактическим соображениям», новым секретарем Совета вместе И. Черных стал А. Гущин
5 декабря на пленарном заседании был рассмотрен вопрос об оказании помощи Шиткинскому фронту. 17 декабря прошло частное совещание главкома советских войск Северо-Восточного фронта Д. Зверева с представителями от Окинского партизанского фронта и Крайсовета по вопросу укрепления состава Крайсовета.

### Центросовет
27 декабря по военным обстоятельствам и весьма срочно в адрес главного штаба советских войск Северо-Восточного края Сибири, главкому Звереву, комфронтам Бурлову и Дворянову, и всем военным и гражданских учреждениям Ленского и Ангарского края и Якутской области была направлена телеграмма о взятии Временным центральным военно-революционным Советом Северо-Восточного края функций верховной Советской власти в Якутской области, Ленском, Ангарском и Илимском краях Сибири. На следующий день вышло телеграфное предписание об организации на освобожденной от колчаковщины территории подконтрольных Центросовету районов с волостными, городскими и сельскими исполкомами.
Временный Центросовет поставил: впредь до установления власти по всей Сибири на платформе Советов, уездную власть не вводить, а образовать подконтрольные Центросовету районы, согласно утвержденной им инструкции, в следующих пунктах:
- В Киренском уезде – 4 района;
- В Нижнеудинском – 1 район;
- В Верхоленском – 4 района;
- В Бодайбинском – 3 района;
- В Балаганском – 1 район;
- В Якутской области до точного выяснения центральных пунктов населения районы не были созданы.

1 января 1920 года Центросовет обратился с новогодним поздравлением к партизанам и трудящимся края. В нем была выражена надежда на то, что ближайшие дни Нового года принесут победное торжество власти Советов над умирающей в агонии колчаковщиной и что народы Сибири смогут вздохнуть свободной грудью после полуторагодового насилия белого террора.
4 января 1920 года был принят важнейший документ по организации Советской власти в подконтрольных Центросовету районах – «Временная инструкция организации Советской власти в Северо-Восточном крае Сибири». В тот же день Центросовет отправил срочную телеграмму о недопущении захвата власти эсеро-меньшевистскими коалициями в освобожденных районах вдоль Сибирской железнодорожной магистрали. В это время Охотское радио передало радиограмму Центросовета ко всем рабочим Америки, Японии, Франции, Италии, Испании и других стран. В ней освещались события войны в России, участие буржуазии всего мира в поддержке российской контрреволюции и содержались призывы к совместной борьбе против международного капитала и всей буржуазии, также радио сообщило в тот же день о том, в Анадыре победила Советская власть.
В ответ на формирование 5 января Политцентром Временного совета Сибирского народного управления как верховной власти на территории, «очищенной от власти реакции» от Иркутска до Красноярска 7 января 1920 года Временный центральный военно-революционный Совет Северо-Восточного края Сибири потребовал от создавшейся после переворота власти Иркутска полного подчинения Временному Центросовету. 
14 января 1920 года Охотское радио передало от имени главкома Северо-Восточного фронта Д. Зверева и Временного краевого Совета воззвание «Ко всем рабочим мира».
26 января 1920 года состоялось экстренное заседание Президиума Центросовета . В ходе него была обсуждена текущая обстановка в губернии (движение остатков армии Каппеля, неопределенная позиция чехов и возможность их участия в борьбе против Советов), а также было принято решение передать всю временную полноту власти на территории Ангары и Лены, Якутской области, Охотска, Петропавловска, Камчатки и Сахалина во всеми его советскими партизанскими отрядами Иркутскому военно-революционному комитету, надеясь на то, что он сможет довести начатое дело до победного торжества и во исполнении всех начертаний, выдвигаемых СНК РСФСР.